# Luxembourgs kantoner
Administrativt er Luxembourg inddelt i 12 kantoner, som er samlet i tre distrikter:
1. Distriktet Diekirch består af 5 kantoner: 
  1. Diekirch
  2. Clervaux
  3. Redange
  4. Vianden
  5. Wiltz
2. Distriktet Grevenmacher består af 3 kantoner: 
  1. Grevenmacher
  2. Echternach
  3. Remich
3. Distriktet Luxembourg består af 4 kantoner: 
  1. Luxembourg
  2. Capellen
  3. Esch-sur-Alzette
  4. Mersch